# Бесконтактная доставка
Бесконта́ктная доста́вка — способ курьерской доставки товаров (чаще всего продуктов питания), при котором получатель не контактирует с курьером. Доставляемые товары остаются перед входной дверью, и заказчик забирает их после того как курьер уйдёт. Оплата товара, как правило, осуществляется онлайн.
Бесконтактную доставку следует отличать от доставки на крыльцо, при которой доставляемая посылка оставляется перед входом в жилище, когда хозяина нет дома. Тем не менее, доставка на крыльцо аналогична «бесконтактной» в гигиеническом смысле и может быть использована в таком качестве.
Бесконтактная доставка стала популярной в 2020 году на фоне пандемии коронавируса, однако её санитарно-гигиенические преимущества оцениваются неоднозначно.

## Описание процесса
Клиент делает заказ товара с помощью онлайн-сервиса и оплачивает с помощью банковской карты или системы электронных платежей. Сотрудники магазина или ресторана упаковывают заказ в индивидуальную упаковку и вместе с другими заказами передают курьеру. Курьер, использующий средства индивидуальной защиты органов дыхания, прибывает по адресу, ставит на пол перед дверью свой рюкзак, кладёт заказ на него и звонит по телефону или в дверной звонок, сообщая заказчику о доставке. После этого курьер отходит от двери на несколько метров, а клиент забирает товар с порога. После того как он забрал заказ и закрыл дверь, курьер забирает сумку и отправляется дальше. За счёт этого исключается воздушно-капельная передача вирусной инфекции между участниками процесса.
Возможна и наличная оплата заказа. В этом случае клиент, забравший заказ, оставляет на курьерской сумке деньги. Если у него имеются только крупные купюры, то он может через дверь сообщить об этом курьеру, который сразу отсчитает сдачу и оставит её вместе с заказом. Наличная оплата практикуется редко, крупнейшие службы доставки еды не предоставляют такой возможности.

## Распространение
Пандемия COVID-19 привела к значительному росту спроса на услуги доставки еды из-за нежелания (в некоторых странах и регионах — запрета) многих граждан выходить из дома. При этом стали возникать опасения того, что заражение коронавирусом может распространяться через курьеров. Одной из рекомендаций по недопущению распространения вируса, передающегося воздушно-капельным и контактным путём, является отсутствие близкого контакта между людьми, а таковой неизбежен при доставке из рук в руки.
Одной из первых компаний, предложивших бесконтактную доставку, стал китайский ритейлер Suning — он начал оказывать такую услугу с 26 января 2020 года, когда в Китае было 2717 заражённых — к этому моменту правительство Китая уже начало принимать активные меры, ограничивающие передвижение граждан. 29 января услугу ввёл сервис доставки еды Мэйтуань-Дяньпин. Также в конце января бесконтактную доставку в Китае организовали Ele.me, Hema Fresh, KFC, Pizza Hut и ряд других служб по доставке еды. По данным на 19 февраля, бесконтактную доставку в сервисе Мэйтуань-Дяньпин запрашивают 80 % клиентов, а в Ухане — 95 %.
По мере нарастания эпидемии по всему миру подобную услугу стали оказывать и службы доставки в других странах мира. 13 марта такой способ доставки обеспечен двумя крупнейшими в России сервисами Яндекс.Еда и Delivery Club. Одновременно с этим службы доставки еды перешли на усиленные меры гигиены. Бесконтактную доставку стали практиковать службы доставки пиццы, а также интернет-магазины непродовольственных товаров. 28 марта такой метод доставки обеспечила украинская Новая Почта.
28 марта управление Роспотребнадзора по Москве выпустило предписание о профилактических мероприятиях, которое помимо прочего обязывает службы доставки еды обеспечить бесконтактную доставку.

2. Для организации безопасного вручения заказа потребителю необходимо соблюдать следующие условия:

2.1. Преимущественно осуществлять бесконтактную оплату заказа с помощью онлайн-оплаты и бесконтактную доставку заказа по  домашним адресам. В случае оплаты через мобильный терминал-протирать его дезинфицирующим средством после каждого клиента.

2.2. При вручении заказа курьеру по доставке готовых блюд необходимо поставить емкость (короб) у двери на подставку, отойти от двери на расстояние около 1,5 метров и сообщить о доставке клиенту по телефону.— 

## Оценки
Польза бесконтактной доставки ставится под сомнение рядом врачей. Отмечается, что она является в значительной степени маркетинговым ходом.
Бесконтактная доставка — часть ситуационного маркетинга. На фоне паники дилетантов все средства хороши. Изоляция курьера в любой форме бессмысленна при наличии других контактов дома, на работе, в транспорте.
Не подлежит сомнению тот факт, что бесконтактная доставка в сочетании с использованием СИЗОД защищает от воздушно-капельной передачи вируса. Также отмечается её положительный психологический эффект.
Три метра — дистанция, которая гарантирует безопасность, если курьер закашлялся или чихнул в момент передачи заказа. Более того, понимая, что не нужно будет брать заказ из рук курьера, покупатель успокаивается и чувствует себя увереннее. Так что главное преимущество таких ограничений — психологическое. Вирусы могут попасть в заказанную еду гораздо раньше — во время приготовления пищи, во время упаковки и собственно транспортировки. Важно, чтобы изготовитель еды отслеживал состояние здоровья всех сотрудников в этой технологической цепочке. Они не должны допускаться до работы с температурой, насморком и кашлем. А потребителю рекомендуем надеть маску во время распаковки заказа и вымыть руки с мылом перед едой.
Отмечается и логистический недостаток — такая доставка занимает чуть больше времени по сравнению с передачей товара из рук в руки.